# Kde domov můj?
Kde domov můj? (tạm dịch: Quê hương tôi nơi đâu?) là quốc ca của Cộng hòa Séc từ năm 1993 khi nước này tách ra khỏi Cộng hòa Liên bang Tiệp Khắc. Tuy nhiên Cộng hòa Séc đã dùng bài này như quốc ca chính thức từ năm 1990, ngay khi vẫn còn là thành viên của Liên bang Tiệp Khắc. Quốc ca Séc còn là phần đầu của Quốc ca Tiệp Khắc, phần thứ hai là Quốc ca Slovakia ngày nay. Sau Cách mạng Nhung vào năm 1989, Quốc ca Tiệp Khắc tiếp tục được dùng làm quốc ca của Cộng hòa Liên bang Tiệp Khắc.

## Lịch sử
Bài này được nhà soạn nhạc František Škroup và nhà soạn kịch Josef Kajetán Tyl sáng tác trong hài kịch Fidlovačka aneb žádný hněv a žádná rvačka (Fidlovačka hay là không giận và không cãi). Bài này được biểu diễn lần đầu tiên tại nhà hát Stavovské Divadlo tại Praha vào ngày 21 tháng 12 năm 1834. Bài hát này nhanh chóng trở thành bài hát dân gian và chiếm lĩnh địa vị bài hát của dân tộc Séc. Chỉ có phần đầu của bài hát được dùng làm quốc ca Séc, phần thứ hai ít được biết đến.
Dưới thời Đệ nhất Cộng hòa Tiệp Khắc (1918-1938) có một phiên bản tiếng Đức và tiếng Hungary chính thức.

## Lời
| Lời tiếng Séc Kde domov můj, kde domov můj? Voda hučí po lučinách, bory šumí po skalinách, v sadě skví se jara květ, zemský ráj to na pohled! A to je ta krásná země, země česká domov můj, země česká domov můj! | Lời dịch tiếng Việt Quê hương tôi đâu, quê hương tôi đâu ? Tiếng nước ầm vang trên những đồng cỏ, Rừng thông rì rào qua các vách đá, Hoa xuân long lanh trong vườn cây, Thiên đường trần gian là đây! Và đó chính là đất nước đẹp tươi, đất nước Séc quê hương tôi, đất nước Séc quê hương tôi! | Lời tiếng Đức (1918-1938) Wo ist mein Heim, mein Vaterland? Wo durch Wiesen Bäche brausen, Wo auf Felsen Wälder sausen, Wo ein Eden uns entzückt, Wenn der Lenz die Fluren schmückt: Dieses Land, so schön vor allen, Böhmen ist mein Heimatland, Böhmen ist mein Heimatland. |

## Lời (đầy đủ)
Kde domov můj, kde domov můj?

Voda hučí po lučinách,

bory šumí po skalinách,

v sadě skví se jara květ,

zemský ráj to na pohled!

A to je ta krásná země,

země česká domov můj,

země česká domov můj!
Kde domov můj, kde domov můj.

V kraji znáš-li Bohu milém,

duše útlé v těle čilém,

mysl jasnou, vznik a zdar,

a tu sílu vzdoru zmar?

To je Čechů slavné plémě,

mezi Čechy domov můj,

mezi Čechy domov můj!